# 童夢・S101
童夢・S101は、童夢がFIA スポーツカー選手権およびル・マン24時間レース参戦を目的に開発したオープントップのプロトタイプレーシングカーである。

## 概要
童夢・F105によるF1プロジェクトを終了した童夢は、2000年、次なるフィールドとしてスポーツカーを選んだ。童夢のスポーツカー活動は、1987年の童夢・87C以来となった。1970年代～80年代のように童夢自身の参戦はなく、同車を購入したプライベーターからの参戦となった。デザインを手がけたのは奥明栄である。同時期に登場した、ローラ・B2K/10や、レイナード・2KQ等に比べて、非常にスマートなスタイリングを持ったマシンであった。また、奥明栄は、クラージュ・C60を高く評価していた。
ル・マン24時間レースではヤン・ラマース率いるレーシング・フォー・ホーランドが2001年から2007年までル・マンに参戦し、2001年・2003年には予選4番手を獲得するなど、打倒アウディ・R8の有力候補として期待されていたが、決勝では、主に、搭載していたエンジン（ジャッドGV4、排気量4L、V型10気筒、自然吸気）のトラブルに悩まされることが多く、最高位は2003年・2004年の総合6位と、期待されたほどの成績は残せなかった。
このほか2002年から2004年にかけてKONDO Racingも横浜ゴムとジョイントし、ル・マンに参戦。近藤真彦や福田良・片山右京・加藤寛規らがステアリングを握ったが、こちらも2003年に総合13位に入ったのが唯一の完走。
FIA スポーツカー選手権（FIA SCC）では、日本のチーム郷とデンマークとのジョイントチームのデン・ビア・エヴィス・チーム郷、オランダのレーシング・フォー・ホーランドから参戦し、2001年から3年間で9勝をあげている。2002年、2003年はレーシング・フォー・ホーランドの童夢・S101がコンストラクターズチャンピオンを獲得している。なお、2001年にFIA SCCに参戦した当初は、明らかに、現実的なライバルとなる、旧態依然としたフェラーリ・333SPを優遇するためと思われるレギュレーションが設けられ、本来シングルフープロールバーを採用していたこのマシンに、助手席側にも、通称「コスメティックロールバー」と呼ばれるロールバーの装着が義務付けられるなど、FIAのヨーロッパ車優遇措置を受け入れなければならなかった。
2005年以降はル・マンのレギュレーション変更によりマシンを「童夢S101-Hb」「童夢S101.5」とマイナーチェンジしてきた。2008年、久しぶりの新車でクローズドボディのS102に受け継がれることになる。

## 戦績

### ル・マン24時間レース
| 年   | チーム                            | 車両                              | タイヤ | クラス | No. | ドライバー                                                     | 周回数 | 総合順位 | クラス順位 |
| ---- | --------------------------------- | --------------------------------- | ------ | ------ | --- | -------------------------------------------------------------- | ------ | -------- | ---------- |
| 2001 | レーシング・フォー・ホランド      | S101-ジャッド GV4 4.0 L V10       | M      | LMP900 | 9   | ヤン・ラマース ドニー・クレベルス ヴァル・ヒレブランド         | 156周  | DNF      | DNF        |
| 2001 | チーム・デン・ブラ・アヴィス・郷  | S101-ジャッド GV4 4.0 L V10       | G      | LMP900 | 10  | ジョン・ニールセン 加藤寛規 キャスパー・エルガード             | 66周   | DNF      | DNF        |
| 2002 | KONDO Racing                      | S101-ジャッド GV4 4.0 L V10       | M      | LMP900 | 9   | 近藤真彦 イアン・マッケラーJr. フランソワ・ミゴール            | 182周  | DNF      | DNF        |
| 2002 | レーシング・フォー・ホランド      | S101-ジャッド GV4 4.0 L V10       | M      | LMP900 | 16  | ヤン・ラマース トム・コロネル ヴァル・ヒレブランド             | 351周  | 8位      | 7位        |
| 2003 | KONDO Racing                      | S101-無限 MF408S 4.0L V8          | Y      | LMP900 | 9   | 近藤真彦 片山右京 福田良                                       | 322周  | 13位     | 8位        |
| 2003 | レーシング・フォー・ホランド      | S101-ジャッド GV4 4.0 L V10       | M      | LMP900 | 15  | ヤン・ラマース ジョン・ボッシュ アンディ・ウォレス             | 360周  | 6位      | 4位        |
| 2003 | レーシング・フォー・ホランド      | S101-ジャッド GV4 4.0 L V10       | M      | LMP900 | 16  | フェリペ・オルティズ ベッペ・ガビアーニ トリスタン・ゴメンディ | 316周  | DNF      | DNF        |
| 2004 | KONDO Racing                      | S101-無限 MF408S 4.0L V8          | Y      | LMP1   | 9   | 加藤寛規 福田良 道上龍                                         | 206周  | DNF      | DNF        |
| 2004 | レーシング・フォー・ホランド      | S101-ジャッド GV4 4.0 L V10       | D      | LMP1   | 15  | ヤン・ラマース クリス・ダイソン 金石勝智                       | 341周  | 7位      | 6位        |
| 2004 | レーシング・フォー・ホランド      | S101-ジャッド GV4 4.0 L V10       | D      | LMP1   | 16  | トム・コロネル ジャスティン・ウィルソン ラルフ・ファーマン     | 313周  | DNF      | DNF        |
| 2005 | ジムゲイナー・インターナショナル  | S101Hb-無限 MF408S 4.0L V8        | D      | LMP1   | 5   | 道上龍 荒聖治 金石勝智                                         | 193周  | DNF      | DNF        |
| 2005 | レーシング・フォー・ホランド      | S101-ジャッド GV4 4.0 L V10       | D      | LMP1   | 10  | ヤン・ラマース エルトン・ジュリアン ジョン・ボッシュ           | 346周  | 7位      | 5位        |
| 2006 | レーシング・フォー・ホランド      | S101Hb-ジャッド GV5 5.0 L V10     | D      | LMP1   | 14  | ヤン・ラマース アレックス・ユーン ステファン・ヨハンソン       | 182周  | DNF      | DNF        |
| 2007 | レーシング・フォー・ホランド b.V. | S101.5-ジャッド GV5.5 S2 5.5L V10 | M      | LMP1   | 14  | ヤン・ラマース ジェロエン・ブリークモレン デイビッド・ハート   | 305周  | 25位     | 8位        |
| 2007 | T2Mモータースポーツ               | S101.5-マーダー 3.4L V8           | M      | LMP2   | 29  | ロビン・ロンジェシェル 山岸大 寺田陽次郎                       | 56周   | DNF      | DNF        |